# Українське мовознавство (журнал)
«Українське мовознавство» — міжвідомчий науковий збірник, щорічне видання кафедри сучасної української мови Інституту філології Київського національного університету імені Тараса Шевченка. Виходить з 1973 року (з перервами 1994—1996, 1998—1999). Затверджений ВАК України як фахове видання з мовознавчих спеціальностей.
Друкуються праці лінгвістів України з проблем сучасної літературної мови та її діалектів, історії мови, стилістики, загального мовознавства. У різний період часу редакцію очолювали: професор Кучеренко І. К., професор Білодід О. І., доцент Плющ Н. П., професор Мойсеєнко А. К.